# José María Alarcón
José María Alarcón Mestres, (nacido el 02 de julio de 1966 en Barcelona, Barcelona) es un exjugador de baloncesto español. Con 1.85 de estatura, su puesto natural en la cancha era el de base.

## Trayectoria
- Cantera F. C. Barcelona.
- 1986-88 Club Bàsquet Llíria.
- 1988-90 Taugrés Vitoria.
- 1990-94 Bàsquet Manresa.
- 1994-96 Club Baloncesto Salamanca.
- 1996-97 Covirán Granada.